# Terry Kilburn
Terence E. Kilburn (nascido em 25 de novembro de 1926), conhecido por seu trabalho como ator antes de 1953 como Terry Kilburn, é um ator anglo-americano. Nascido em Londres, mudou-se para Hollywood, nos Estados Unidos, aos 10 anos de idade, e é mais conhecido por seus papéis como ator infantil durante a Era de Ouro de Hollywood, em filmes como A Christmas Carol (1938) e Adeus, Mr. Chips (1939) no final dos anos 1930 e início dos anos 1940.

## Juventude
Kilburn nasceu em 25 de novembro de 1926 em West Ham, Essex, na Grande Londres, filho de pais da classe trabalhadora Tom e Alice Kilburn.
Ele atuou não remunerado quando criança, e um agente o encorajou a ir para Hollywood. Kilburn e sua mãe imigraram para os Estados Unidos em 1937, e seu pai chegou no ano seguinte. Um caçador de talentos da MGM o descobriu ensaiando para o programa de rádio de Eddie Cantor, e ele foi escalado para o filme britânico Lord Jeff (1938).

## Carreira

### Hollywood e Broadway
Conhecido por seu olhar inocente, sonhador e com olhos de corça, Kilburn alcançou a fama aos 11 anos de idade interpretando Tiny Tim na versão cinematográfica de 1938 da Metro-Goldwyn-Mayer de A Christmas Carol, e também como quatro gerações da família Colley em Adeus, Mr. Chips (1939).
Como ator infantil, ele também desempenhou papéis principais em dois filmes estrelados por Freddie Bartholomew: Lord Jeff (1938) e Swiss Family Robinson (1940). Ele apareceu em The Adventures of Sherlock Holmes (1939) com Basil Rathbone. Além de Lord Jeff (1938), Kilburn trabalhou ao lado de Mickey Rooney em Andy Hardy Gets Spring Fever (1939), A Yank at Eton (1942) e National Velvet (1944).
Em 1946 ele foi Joe, o cavalariço do cavalo, em Black Beauty. Aos 20 e poucos anos, em 1947 e 1948, ele participou de quatro filmes consecutivos de Bulldog Drummond, como Seymour, um repórter; e em 1950 ele teve pequenos papéis em dois filmes marítimos.
Após o ensino médio, Kilburn concentrou-se no trabalho de palco e estudou teatro na UCLA. Ele fez sua estreia na Broadway, creditado como Terrance Kilburn, interpretando Eugene Marchbanks em uma revivificação de 1952 de Candida, de George Bernard Shaw. Depois disso, ele permaneceu comprometido com performances ao vivo, tanto como ator quanto como diretor.
Depois de 1952, ele foi creditado na tela como Terence Kilburn. Seu último papel no cinema foi um pequeno papel em Lolita (1962). Entre 1951 e 1969, ele também participou de quase uma dúzia de telepeças, filmes para televisão e episódios de séries de televisão.

### Depois de Hollywood
De 1970 a 1994, Kilburn foi diretor artístico do Meadow Brook Theatre da Universidade Oakland em Rochester, Michigan. Meadow Brook Theatre é o único teatro LORT de Michigan. Apresenta peças clássicas, comédias e musicais, e é conhecida por sua produção anual de A Christmas Carol, de Charles Dickens, adaptada pelo parceiro de Kilburn, Charles Nolte.

## Vida pessoal
Desde 1994 Kilburn reside em Minneapolis, Minnesota. Seu parceiro de mais de 50 anos, o ator Charles Nolte, morreu em 14 de janeiro de 2010.

## Filmografia
| Ano  | Título                                            | Personagem                            | Notas                                        |
| ---- | ------------------------------------------------- | ------------------------------------- | -------------------------------------------- |
| 1934 | No Greater Glory                                  | Paul Street Boy                       | Estreia no cinema                            |
| 1938 | Lord Jeff                                         | Albert Baker                          |                                              |
| 1938 | A Christmas Carol                                 | Tiny Tim                              |                                              |
| 1938 | Sweethearts                                       | Irmão                                 |                                              |
| 1939 | The Great Man Votes                               | Estudante                             |                                              |
| 1939 | Adeus, Mr. Chips                                  | John Colley Peter Colley I, II, e III |                                              |
| 1939 | Andy Hardy Gets Spring Fever                      | Gesso 'Colante'                       |                                              |
| 1939 | They Shall Have Music                             | Limey                                 |                                              |
| 1939 | The Adventures of Sherlock Holmes                 | Billy                                 |                                              |
| 1940 | Swiss Family Robinson                             | Ernest Robinson                       |                                              |
| 1941 | Mercy Island                                      | Wiccy                                 |                                              |
| 1942 | A Yank at Eton                                    | Hilspeth                              | Sem créditos                                 |
| 1944 | National Velvet                                   | Ted                                   |                                              |
| 1946 | Black Beauty                                      | Joe                                   |                                              |
| 1947 | Song of Scheherazade                              | Guarda-marinha Lorin                  |                                              |
| 1947 | Bulldog Drummond at Bay                           | Seymour                               |                                              |
| 1947 | Bulldog Drummond Strikes Back                     | Seymour                               |                                              |
| 1948 | The Challenge                                     | Seymour                               |                                              |
| 1948 | 13 Lead Soldiers                                  | Seymour                               |                                              |
| 1950 | Tyrant of the Sea                                 | Dick Savage                           |                                              |
| 1950 | Fortunes of Captain Blood                         | Kenny Jensen                          |                                              |
| 1951 | Hill Number One: A Story of Faith and Inspiration | Stephen                               | Telepeça, Family Theatre                     |
| 1951 | Only the Valiant                                  | Trooper Saxton                        |                                              |
| 1953 | Slater's Dream                                    | Samuel Slater                         | Telepeça, Cavalcade of America               |
| 1953 | Slaves of Babylon                                 | Rei Ciro                              |                                              |
| 1954 | Rei Ricardo II                                    | Harry Percy                           | Telefilme                                    |
| 1954 | Night Must Fall                                   | Dan                                   | Ponds Theater                                |
| 1954 | You Touched Me!                                   |                                       | Kraft Theatre                                |
| 1956 | The Honor Code                                    | Cadet Eddie Garley                    | Telepeça, The West Point Story               |
| 1956 | Miss Mabel                                        | Peter                                 | Lux Video Theatre                            |
| 1957 | The New Adventures of Martin Kane                 | Bill Wright                           | Série de TV, episódio "The Railroad Story"   |
| 1957 | The Long Christmas Dinner                         | Sam                                   | Adaptação televisiva da peça                 |
| 1958 | Fiend Without a Face                              | Capitão Al Chester                    |                                              |
| 1958 | The New Adventures of Charlie Chan                | Coronel Arthur Ross                   | Série de TV, episódio "Safe Deposit"         |
| 1962 | Lolita                                            | Homem                                 | Último filme                                 |
| 1969 | Get Smart                                         | Cantor de camisa                      | Série de TV, episódio "Hurray for Hollywood" |